# Marika Krajniewska
Marika Krajniewska (San Petersburgo, 2 de noviembre de 1979) es una escritora, traductora y editora polaca.

## Estudios realizados
Estudio Filología Rusa en la Universidad Nicolás Copérnico de Toruń. Su vida gira entre la cultura rusa y la polaca.

## Trabajo editorial y Fundación
En el 2009 fundó el sello editorial Papierowy motyl (Mariposa de papel), así como la fundación del mismo nombre, la cual tiene por objetivo la difusión de la lectura y cultura entre jóvenes y niños.

## Libros publicados
- 2009 Mariposa de papel (Papierowy motyl). Novela.
- 2010 El olor de las frambuesas (Zapach malin). Novela.
- 2010 Época de mujeres (Era kobiet). En coautoría con Marzena Lickiewicz.
- 2010 Tras la curva (Za zakrętem). Novela.
- 2011 Cinco (Pięć). Relatos.
- 2013 La ventana (Okno). Relatos.
- 2015 El refugio (Schronisko).
- 2016 Noches blancas (Białe noce). Novela.
- 2018 ¡Oh, Elvis! (Och, Elvis!)
- 2019 ¡Vamos Juanita! (No, Asiu!)

## Participación en publicaciones conjuntas
- 2011 Relatos sazonados con amor (Opowiadania przyprawione miłością).
- 2015 Culminaciones (Kulminacje).

## Obra publicada en antologías
- 2014 2014. Antología de relatos polacos contemporáneos (2014. Antología współczesnych polskich opowiadań).

## Trabajo cinematográfico
- 2012 Con base en su relato Madre loca escribió el guion, dirigió y produjo la película El hambre (Głód).
- 2013 Coguionista de la película Snufit dirigida por Marcel Woźniak.